# Europejara
Europejara — рід птерозаврів з родини Tapejaridae. Жили на території сучасної Іспанії за ранньої крейди, баремського віку. Перший член цієї родини знайдений у Європі.

## Етимологія
Родову назву утворено поєднанням «Європа» із назвою типового роду Tapejarinae, Tapejara. Видова назва відсилає до олкадів, що є першими відомими мешканцями Куенки, де знайдено голотип.

## Опис
Птерозавр із розмахом крил близько двох метрів. Щелепи беззубі, й, імовірно, довші за такі Tapejara, нехай і коротші за Tupandactylus. На верхній імовірно, міг бути гребінь, що, однак, можна висновувати лиш із морфології інших Tapejaridae, оскільки в Europejara відповідної частини черепа не збережено. Гребінь нижньої щелепи, тим часом значною частиною зберігся, і є чи не найхарактернішим елементом черепа, несучи значну частину автапоморфій. Він дещо загнутий назад, витягнутий у дорсовентральному напрямі (вищий за гілку нижньої щелепи у 4 рази при висоті близько 90 мм). На гілках присутні незначні, але чіткі заглиблення.

## Палеоекологія
Ці тварини жили у лісах, де серед рослин, нехай і не переважали, були присутні покритонасінні. Europejara, подібно до щонайменше деяких інших Tapejaridae, є рідкісним прикладом птерозавра, що міг бути рослиноїдним, чи принаймні всеїдним. Можливо, цій родині птерозаврів, разом із деякими комахами та птахами, покритонасінні завдячують темпами свого розповсюдження за ранньої крейди.